# أماليا هيلر
أماليا هيلر (بالإسبانية: Amalia Heller) هي مقدمة تلفزيونية فنزويلية، ولدت في 13 أبريل 1951 في كاراكاس في فنزويلا.